# Халід Ісмаїл
Халід Ісмаїл Мубарак (араб. خالد اسماعيل مبارك, нар. 7 липня 1965) — еміратський футболіст, що грав на позиції нападника.
Виступав, зокрема, за клуб «Аль-Наср» (Дубай), а також національну збірну ОАЕ, у складі якої був учасником чемпіонату світу 1990 року.

## Клубна кар'єра
Протягом 1989–1999 років за команду клубу «Аль-Наср» (Дубай). 

## Виступи за збірну
1985 року дебютував в офіційних матчах у складі національної збірної ОАЕ.
У складі збірної був учасником чемпіонату світу 1990 року в Італії. Виходив на поле у двох з трьох матчів групового етапу та став автором єдиного голу своєї команди у програному 1:5 матчі проти Німеччини. За два роки поїхав до Японії на кубок Азії 1992, де взяв участь в усіх іграх і забив два голи, зокрема відкрив рахунок у грі за третє місце проти Китаю, проте еміратці перемогу не втримали і врешті-решт програли у серії післяматчевих пенальті.